# Tamási
Tamási je mesto na Madžarskem, ki upravno spada pod podregijo Tamási Županije Tolna.